# Mikala Dirckinck-Holmfeld
Mikala Dirckinck-Holmfeld (født 1966) er en dansk journalist.
Hun er uddannet på Roskilde Universitetscenter 1988-91 og Danmarks Journalisthøjskole 1995. 1999-2006 var hun ansat i DR, hvor hun blev redaktionschef. Siden 2006 har hun været på TV2 og Nordisk Film som redaktør. Hun var tidligere vært på TV 2 Radio.
I sin ungdom var hun med i Vesterbro Ungdomsgård og medvirker på nogle af gruppens album.